# Harry Grumpelt

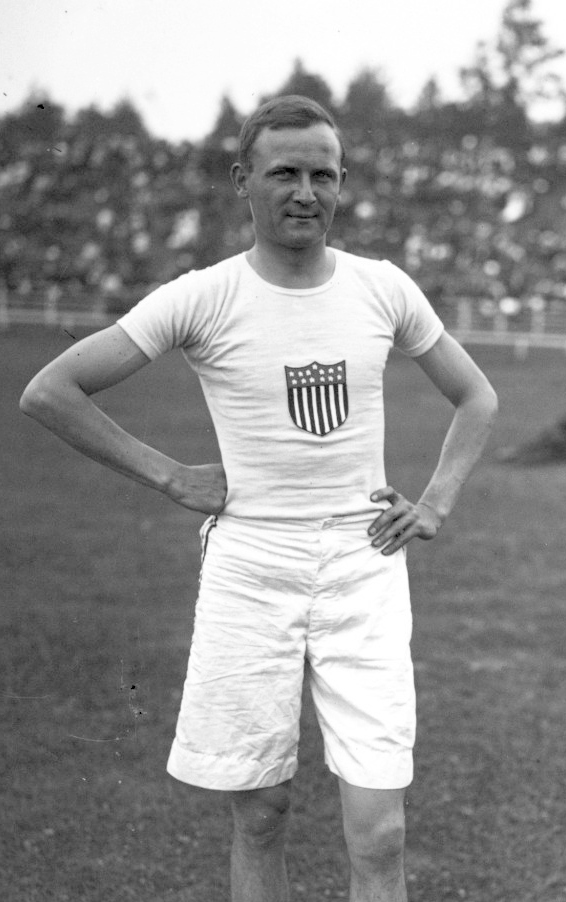
Harry Grumpelt, 1912

Harry Grumpelt (eigentlich Henry John Grumpelt; * 2. März 1885 in New York City; † 3. November 1973 in Bronxville) war ein US-amerikanischer Hochspringer.
Bei den Olympischen Spielen 1912 in Stockholm wurde er Sechster.
1911 wurde er US-Meister und 1910 US-Hallenmeister. Seine persönliche Bestleistung von 1,905 m stellte er am 1. Juli 1911 in Pittsburgh auf.